# Centro de Internamento de Estrangeiros

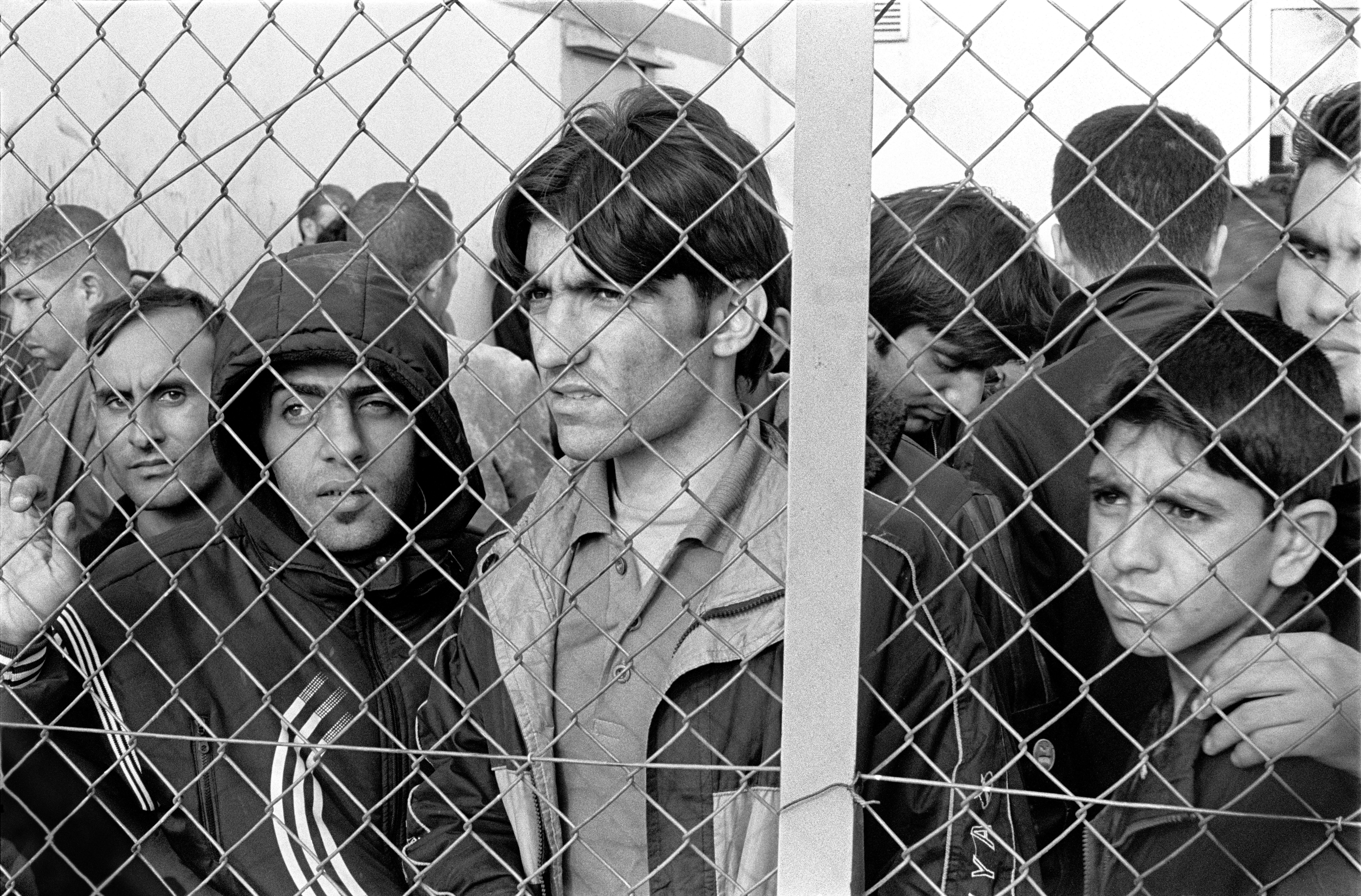
Migrantes e refugiados internados no centro de detenção de Fylakio em Tracia, Grécia.

Um Centro de Internamento de Estrangeiros (CIE) é um recinto público de caráter não penitenciário onde se retém de maneira cautelar e preventiva a estrangeiros submetidos a expediente de expulsão do território nacional. Os Centros de Internamento de Estrangeiros são um instrumento estendido por toda a União Europeia.
Em Portugal, o Ministério da Administração Interna é responsável dos assuntos de imigração. O país conta com um centro oficial de detenção de estrangeiros, situado em Porto. Aberto em 2006, o centro é gerido pelo Serviço de Estrangeiros e Fronteiras.